# Gider
Gider je priimek v Sloveniji, ki ga je po podatkih Statističnega urada Republike Slovenije na dan 1. januarja 2010 uporabljalo 135 oseb in je med vsemi priimki po pogostosti uporabe uvrščen na 3.315. mesto.

## Znani nosilci priimka
- Džordže Gider, enigmatik in sestavljalec križank
- Franc Gider, doktor biomedicinske tehnike
- Nataša Gider, novinarka
- Tonči Gider, novinar